# Romulus Gabor
Romulus Gabor (Pui, 14 oktober 1961) is een voormalig Roemeense profvoetballer. Hij werd geboren in Pui, een dorp in Hunedoara, en luisterde naar de bijnaam de Kangoeroe van Hunedoara.
Bij het WK voetbal onder 20 in 1981 in Australië werd hij uitgeroepen tot beste speler van het toernooi. Ook was Romulus samen met vier andere spelers gedeeld topscorer van het WK (4 goals). Gabor heeft van zijn carrière vooral bij Corvinul Hunedoara gespeeld. Verder mocht hij met het Roemeens voetbalelftal in 1984 deelnemen aan het EK, in Frankrijk. Tegenwoordig coacht Gabor het voetbalteam van Deva Sport Club, ook een Roemeens voetbalclub die niet in de Liga 1 speelt.
In totaal speelde hij 277 wedstrijden op professioneel niveau en trof hij 60 maal doel. Voor het Roemeens voetbalelftal speelde Gabor 35 interlands, waarin hij tweemaal wist te scoren.